# Enterprise (rymdfärja)
För andra betydelser, se Enterprise.
Enterprise (OV-101) är den första rymdfärjan som Nasa byggt och den konstruerades endast för att testa flygegenskaper och landning. Eftersom den inte var avsedd att föras ut i rymden i det första skedet, hade rymdfärjan ingen egen motor eller värmesköld. Det var tänkt att Enterprise skulle utrustas med all nödvändig utrustning senare och att den skulle bli den andra rymdfärjan att flygas ut i rymden, efter Columbia. Nu blev det dock ingenting av dessa planer då man fann att det skulle bli billigare att istället använda Challenger för de slutliga testerna, som skulle utförts av en ombyggd Enterprise. Istället byggde man rymdfärjan Endeavour av delar från Enterprise.

## Bakgrund
Enterprise skulle från början döpts till Constitution men efter en tävling fick den namnet efter rymdskeppet i Star Trek. I serien Star Trek Deep Space Nine kunde man i ett avsnitt se en modell av den internationella rymdstationen ISS med just Enterprise dockad till sig, trots att Enterprise aldrig varit i rymden.
Enterprise användes av NASA i luften och på marken för utvärdering. Testerna pågick under nio månader. Den första flygningen genomfördes den 18 februari 1977, med Enterprise fastsatt på ryggen på en Boeing 747 kallad Shuttle Carrier Aircraft som byggts om för just detta ändamål (se bild överst till höger). Efter detta följde fem testflygningar utan bemanning. Syftet med dessa var att lära sig hur kombinationen rymdfärja/flygplan uppförde sig. Efter detta genomfördes tre testflygningar med Enterprise bemannad och aktiverad för att testa färjans kontrollsystem. Slutligen genomfördes fem flygningar på egen hand. 747:an användes för att få upp färjan i luften eftersom den saknade egen motor. Under de sista testflygningarna var färjan olika tungt lastad och man testade hur den uppförde sig under olika väderförhållanden.
Efter detta transporterades Enterprise mellan flera NASA-anläggningar där man genomförde vibrationstester. Slutligen konfigurerade man färjan så som den skulle ha utrustats för en rymdfärd. Detta innebar att den fick de karakteristiska tankarna monterade och ställdes upp på en uppskjutningsramp.
När alla tester var utförda plockade man delar från Enterprise för att användas på andra rymdfärjor. Enterprise skickades sedan ut på en världsturné för att visas upp. Den besökte Frankrike, Västtyskland, Italien och Storbritannien. När den kom hem till USA turnerade den där, den besökte Kalifornien, Alabama och Louisiana. Den 18 november 1985, skickades Enterprise till Washington, D.C. för att ingå i Smithsonian Institutions samlingar. Sedan 2012 finns Enterprise på Intrepid Sea, Air & Space Museum i New York.
Efter Challengers haveri 1986 diskuterades möjligheten att bygga om Enterprise till en fullt fungerande rymdfärja som ersättning. Till sist bestämde man sig dock istället för att bygga en ny, då detta blev billigare. Den nya färjan fick namnet Endeavour.

## Bilder

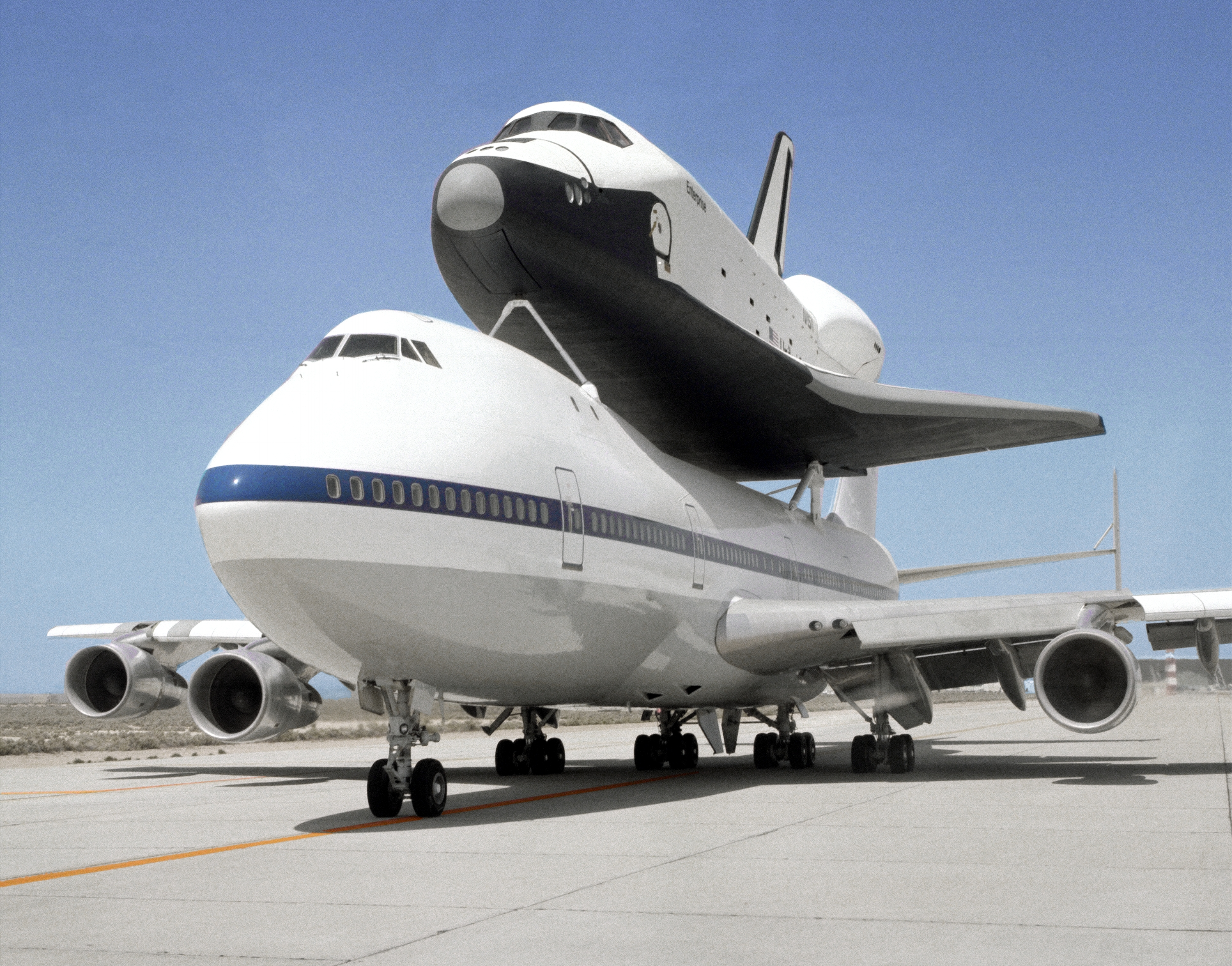
Enterprise monterad på en specialbyggd Boeing 747 kallad Shuttle Carrier Aircraft.
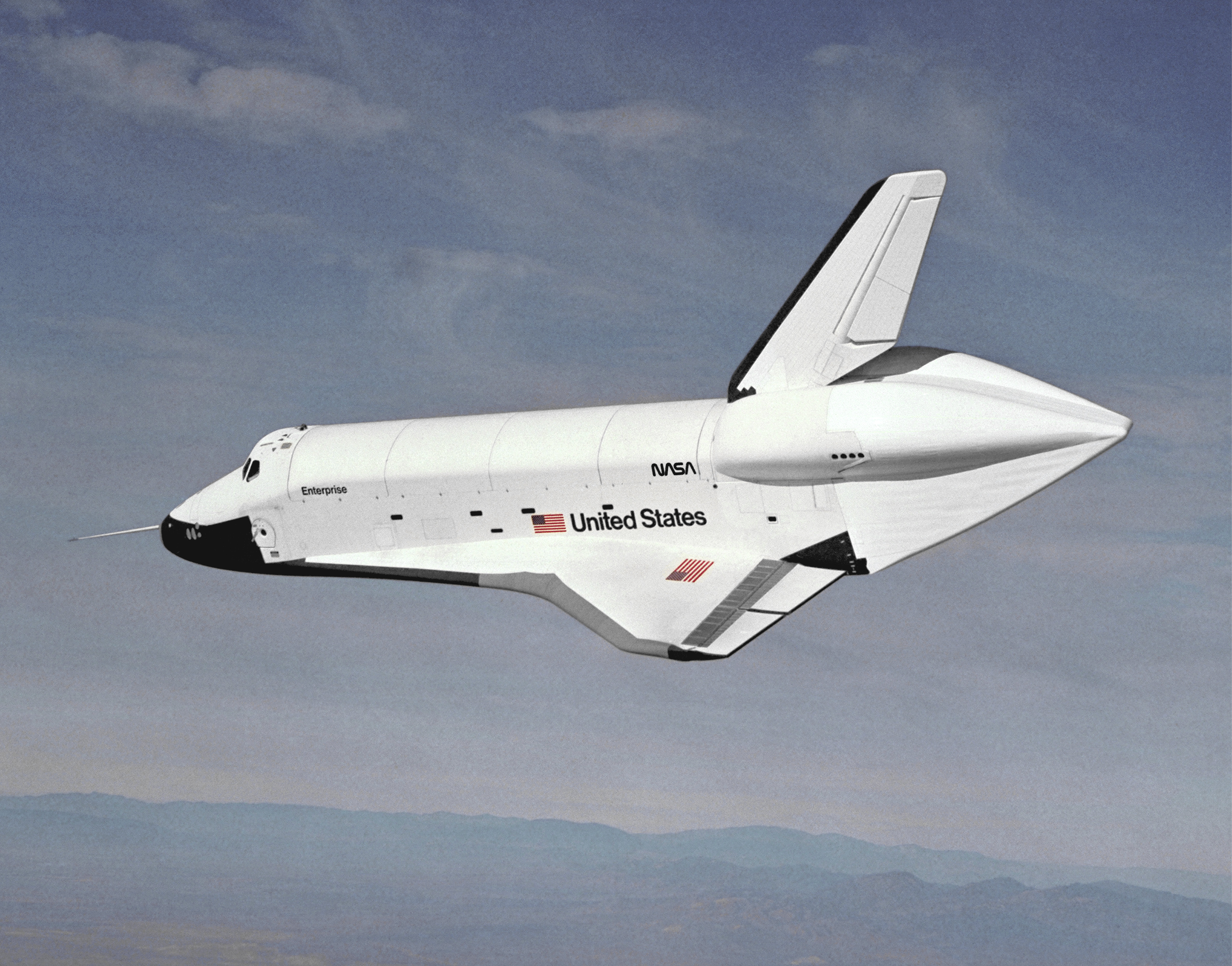
Enterprise den 13 september 1977 under det andra landningstestet.
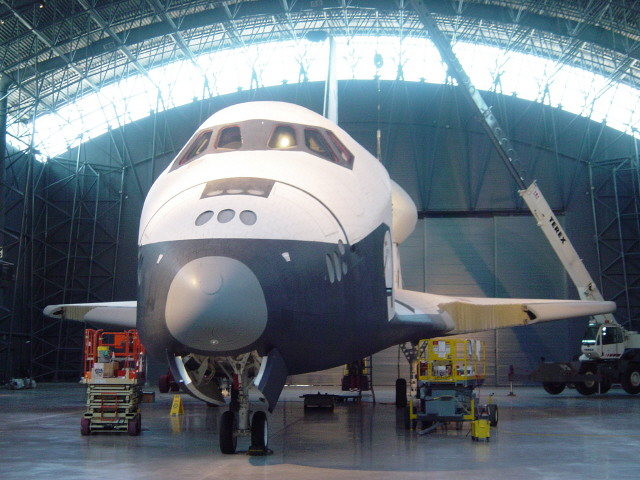
Enterprise på Smithsonian institution. Idag finns Enterprise på Intrepid Museum i New York.